# Wen Ho Lee
Wen Ho Lee (en chinois : 李文和), né le 21 décembre 1939 dans le comté de Nantou dans l'empire du Japon, est un scientifique américano-taïwanais suspecté d'avoir volé des secrets sur l'arsenal nucléaire américain pour la république populaire de Chine. En mars 1999, l'ingénieur du laboratoire national de recherches nucléaires de Los Alamos est licencié pour avoir transféré sur son ordinateur personnel des informations secrètes sur la miniaturisation d'ogives nucléaires,. Lee reconnaît ce transfert mais nie tout espionnage. Après cinq années d'enquête, les autorités américaines n'arrivent pas à prouver l'une des 28 charges de l'accusation. Lee attaque en justice le gouvernement et plusieurs médias pour le traitement de l'affaire et reçoit plus d'1,6 million de dollars pour l'abandon de toute poursuite judiciaire.